# إيزابيل ريا
إيزابيل ريا (بالإنجليزية: Isabel Rea)‏ هي ممثلة أمريكية، (ولدت في كوكساكي في الولايات المتحدة فبراير 1889 – 1961 م).

## وصلات خارجية
- إيزابيل ريا على موقع IMDb (الإنجليزية)
- إيزابيل ريا على موقع كينوبويسك (الروسية)